# Периферал (роман)
«Периферал» (англ. The Peripheral) — роман в жанрі наукової фантастики канадського письменника-фантаста Вільяма Ґібсона, що вийшов 2014 року. Перша частина трилогії «Джекпот». Телевізійна екранізація книги, виробництвом якої займається компанія Amazon, презентована 21 жовтня 2022 року.

## Сюжет
В романі переплітаються дві часові лінії. В одній, дія якої відбувається в недалекому майбутньому, працівниця крамниці 3D-друку Флінн Фішер тимчасово підміняє на роботі свого брата — колишнього морпіха, члена спецзагону віртуальної реальності, який після травми тепер працює охоронцем у віртуальному світі. Під час зміни Флінн стає свідком вбивства у віртуальній реальності, яке надто вже схоже на справжнє. В іншій часовій лінії, яка розгортається через 70 років, постапокаліптична цивілізація існує після катаклізму, відомого як «Джекпот». Там письменник Вілф Нетертон розслідує таємниче зникнення Аеліти, сестри місцевої знаменитості, яку мав охороняти дрон під керуванням Бертона, найнятого Вілфом за допомогою технологій, що пов'язують різні часові періоди.

## Адаптації
У 2018 році компанія Amazon замовила серіальну адаптацію роману для свого сервісу потокового відео творцям Westworld — Лізі Джой і Джонатану Нолану. Прем'єра серіалу «Периферійні пристрої» відбулася 11 жовтня 2022 року.

## Створення та публікація
Ґібсон працював над книгою ще в серпні 2012 року. Роман «Периферал» став 13-ю книгою Ґібсона. 19 квітня 2013 року Ґібсон з'явився в Нью-Йоркській публічній бібліотеці і прочитав перший розділ: «Гаптика». Книга була опублікована в листопаді 2014 року.
Дія наступної книги Ґібсона «Агентство» відбувається в тому ж світі, що і в «Периферал», також за участю альтернативних, але пов'язаних між собою майбутніх.